# 永平路 (汕头)
永平路（英文：Yongping Road），是广东省汕头市金平区的一条街道。清末称为汕头埠第一津街，1940年代地图始见永平路名称。《汕头市地名志》永平路的注释：永平路，次干道。在汕头市区中部……北起梅溪边，南止外马路。与升平路、安平路、镇邦路、至平路相交。全长805米，宽12.2米。1923年铺筑。1968年一度改名卫东路，1975年复称今名。